# Estula

Estula est un fabliau comique français du Moyen Âge. Le ressort comique est le calembour basé sur l'homophonie du nom du chien Estula et de la question Es-tu là ?

## Résumé
Deux pauvres frères orphelins envisagent un vol chez leur riche voisin. Ils s'introduisent chez lui de nuit et, pendant que l'un coupe quelques choux dans le jardin, l'autre se rend à la bergerie pour choisir quelques moutons. Le grincement de la porte attire l'attention du propriétaire qui envoie son fils voir ce qu'il se passe.
Le fils qui croit que son chien, nommé « Estula » est à l'origine des bruits et l'appelle. Le frère, se croyant appelé, lui répond. Le fils, effrayé, court vers son père et lui dit que leur chien parle. Le père sort, appelle le chien, et prend à son tour la réponse du voleur pour celle du chien. Face à ce prodige, le père envoie son fils chercher le curé. Le frère toujours occupé à couper des choux, voyant le fils arriver portant le curé sur son dos, croit qu'il s'agit de son frère revenant avec une brebis sur les épaules et propose de la poser et de l'égorger. Croyant être tombé dans un piège, le curé s'enfuit, mais son habit reste coincé . Les deux voleurs repartirent donc avec l'habit du curé, qu'ils revendirent, des choux et un mouton.

## Éditions
- Éditions Bertrand Louet, Hélène Maggiori-Kalnin (éd.), Estula et autres fabliaux, Hatier, 2011,  (ISBN 9782218939754)
- Pierre-Marie Beaude, Fabliaux du Moyen Âge, Folio Junior, Gallimard Jeunesse 2011
- Fabliaux et contes du Moyen Age,Le livre de poche, collection nouvelle approche,1987, traduction Jean-Claude Aubailly  (ISBN 2-253-04012-6)
- Fabliaux du Moyen Age, GF Flammarion, « Étonnants classiques », traduction Alexandre Micha  (ISBN 2-08-072071-6)